# أصيصية
أصيصية (الاسم العلمي: Chytridiaceae) هي فصيلة من الفطريات تتبع رتبة الأصيصيات من طائفة الأصيصياوات.

## أجناس
- أصيصي